# 490628 Chassigny
490628 Chassigny este o planetă minoră (asteroid) din centura de asteroizi. A fost descoperită pe 24 ianuarie 2010 la Nogales de Jean-Claude Merlin⁠(d) și a fost numită după Chassigny. 
Obiectul prezintă o orbită caracterizată de o semiaxă mare de 2,5912841204744 UAi, o excentricitate de 0,14913840587131, o înclinație de 3,5189867795194 ° în raport cu ecliptica.